# Stadio 4 settembre
Lo stadio 4 settembre (in turco 4 Eylül Stadyumu) è uno stadio situato a Sivas, in Turchia. 
Inaugurato nel 1985, ha ospitato le partite interne del Sivasspor fino al 2016. Nel 2005 l'impianto fu ristrutturato ed ampliato di 1 200 posti a sedere. Ha una capacità di 14 998 posti a sedere.

## Caratteristiche
- Copertura:presente
- posti a sedere: 27532
- Tribuna VIP : ?
- Tribuna stampa: ?
- Capacità totale: 27532
- Parcheggio auto: ?
- Parcheggio autobus: ?